# 沱河街道
沱河街道，是中华人民共和国安徽省宿州市埇桥区下辖的一个乡镇级行政单位。

## 行政区划
沱河街道下辖以下地区：
宿东社区、春光社区、泰康社区和韩池孜社区。